# كلود جيتر
كلود جيتر (بالإنجليزية: Claude Jeter)‏ هو مغني أمريكي، ولد في 26 أكتوبر 1914، وتوفي في 6 يناير 2009.

## وصلات خارجية
- كلود جيتر على موقع IMDb (الإنجليزية)
- كلود جيتر على موقع ميوزك برينز (الإنجليزية)
- كلود جيتر على موقع ديسكوغز (الإنجليزية)